# Список замків Норвегії
Замки Норвегії — символ мужності й войовничості північного народу. Строга й поетична краса Норвегії, що оспівана у скандинавських сагах, знайшла відображення в лаконічній і величній архітектурі стародавніх норвезьких замків і фортець.

## Список замків
- Фортеця Акерсхус
- Фортеця Бергенхус
- Фортеця Крістіанстен*
- Фортеця Тенсберг
- Фортеця Фредрікстен
- Замок Еґеберґ
- Замок Оскарсхолл
- Замок Сверресборг
- Замок Стейнвікхолм
- Замок Хоконсхаллен
- Палац архієпископа
- Руїни Хамарського собору

## Екскурс в історію
Найбільш відома фортифікаційна споруда Норвегії – фортеця Акерсхус, що багато століть охороняла від ворогів затоку Осло-фіорд і підходи до столиці.
Витоки історії фортеці Бергенхус сягають початку ХІІ століття, коли з північного краю Вогенської бухти почалося будівництво укріплень. Вони призначалися для захисту торговельного міста Бьоргвін (нині – Берген), заснованого в 1070 році норвезьким королем Олафом III Мирним. На території фортеці була розташована церква Христа, де в 1163 році відбулася перша в історії Норвегії королівська коронація.
Нагадуванням про героїчне минуле країни є фортеця Крістіанстен, яка неодноразово рятувала місто Тронхейм під час воєн зі шведами.
Тенсберг, побудований у ХІІІ столітті та зруйнований у XV столітті, вважався одним із найбільших замків. Норвежці називають руїни фортеці скарбом нації.
Замок Фредрікстен височив над містом Галден, яке розташовано неподалік від норвезько-шведського кордону. Жодного разу за всю історію існування фортеця  не була здобута. При її черговому штурмі в бою був убитий шведський король Карл XII.
Замок Еґеберґ – архітектурна пам'ятка Норвегії кінця ХІХ – початку ХХ століття, що побудована в Осло як родинна оселя.
Витончений Замок Оскарсхолл в Осло був побудований за наказом короля Оскара І  в сер. XIX століття на крутому схилі півострова Бюрге. Автор проекту - архітектор із Данії Йохан Небелонг, який створив чудову неоготичну будівлю в романтичному стилі.